# AllTV
AllTV é um canal de televisão brasileiro. Ficou conhecido por ser um dos primeiros a transmitir sua programação através da internet.

## História
Foi fundada em 2002 pelo jornalista Alberto Luchetti Neto, ex-diretor de núcleo da TV Globo. O canal tinha participação de um grupo de investidores e consumiu um investimento inicial de US$ 2 milhões.
A programação era baseada em jornalismo e variedades, com auditório e unidade externa. Uma característica da emissora na época era a interatividade, com a presença de um chat e participação por webcams.
Uma de suas principais contratações era o de Silvia Abravanel, filha do apresentador Silvio Santos e que fazia a sua estreia na televisão. Ela comandava o programa "Sobretudo" e deixou a AllTV após a emissora ter cedido uma fita do programa para a RedeTV! No conteúdo, Silvia mostrava uma charge do site Humortadela satirizando a falsa entrevista do programa "Domingo Legal", de Gugu Liberato, com integrantes do PCC. Após o fato, Silvia anunciou ao vivo a saída da emissora. Além disso, Silvia também teria sido repreendida pelo próprio pai.
A AllTV também chegou a ser transmitida pelo canal 8 da TVA, via televisão por assinatura. O canal também teve boletins da TV Climatempo na programação.
No fim de 2004, a AllTV acabou quebrando pois o canal não se pagava. Em 2005, porém, Luchetti foi procurado para fazer transmissões corporativas, o que manteve o sustento da emissora.
Em 2005, a emissora produziu a novela "Umas e Outras", que usou recursos de interatividade.
A  AllTV voltou a ganhar destaque em 2018, quando trouxe William Waack em sua programação. O jornalista apresentou um programa de debates e entrevistas chamado "Painel WW".

## Slogans
- 2010 - Presente: Onde Você estiver, Estaremos com Você
- 2009 - 2010: A TV da 2ª geração.
- 2005 - 2008: Tudo ao mesmo tempo. Agora o tempo todo.
- 2002 - 2005: A TV da Internet
- 2005 - atual #TVdaInternet

## Prêmios
- 2002 - Mídia do ano - ABERJE/Fiesp
- 2002 - Top de Marketing ADVB
- 2005 - Prêmio ESSO de Jornalismo (Melhor contribuição ao Telejornalismo)[8]
- 2005 - Segunda melhor WebTV pelo Guia Info Exame 2005
- 2006 - Melhor site de Notícias pelo Portal Imprensa
- 2006 - Mídia do ano - ABERJE/Fiesp
- 2006 - Top Comm Award (10+) - IPTV